# وشترکاپلن
وشترکاپلن (به آلمانی: Westerkappeln) یک شهر در آلمان است که در شتاینفورت واقع شده‌است. وشترکاپلن ۱۱٬۳۷۰ نفر جمعیت دارد.